# Rosa hugonis
Rosa hugonis – gatunek krzewu należący do rodziny różowatych. Ten, pochodzący z Chin, gatunek róż został opisany po raz pierwszy w roku 1899 przez angielskiego botanika Williama Hemsleya. Znany również pod nazwą Golden Rose of China (Złota Róża Chin). Według nowszych ujęć taksonomicznych nie jest to odrębny gatunek, lecz forma gatunku Rosa xanthina Lindl. forma hugonis  (Hemsl.) A. V. Roberts L. Bot. J. Linn. Soc. 74:327. 1977. 

## Morfologia
PokrójKrzew silnie rosnący, wysokości do 3 m i średnicy 4 m.
ŁodygaPędy są nieco rózgowate, długie, brunatnoczerwone, gęsto pokryte kolcami i obficie ulistnione. U starszych egzemplarzy wierzchołki pędów zwisają.
LiścieDługości 8 cm, złożone są z 5 do 13 listków.
KwiatyPodczas kwitnienia krzew okrywa się mnóstwem siarkowożółtych, pojedynczych, bezwonnych kwiatów o średnicy 5 cm. Pierwsze kwiaty ukazują się około połowy maja; kwitnie tylko raz w roku.
OwoceMałe, długości tylko 1 cm, dojrzewają pod koniec lata i wkrótce opadają.

## Zastosowanie
- Roślina ozdobna. R. hugonis jest krzewem bardzo wytrzymałym na mróz; bardzo wcześnie kwitnie.